# Butler Township (comté de Saint Clair, Missouri)
Pour les articles homonymes, voir Butler Township.
Butler Township est un ancien township, situé dans le comté de Saint Clair, dans le Missouri, aux États-Unis,.
Le township est fondé en 1868 et baptisé en référence à William Orlando Butler, un général américain.

### Source de la traduction
- (en) Cet article est partiellement ou en totalité issu de l’article de Wikipédia en anglais intitulé « Butler Township, St. Clair County, Missouri » (voir la liste des auteurs).